# Кубок Латвії з футболу 2020
Кубок Латвії з футболу 2020 — 26-й розіграш кубкового футбольного турніру в Латвії. Титул вдруге здобула Лієпая.

## Календар
| Раунд        | Дата                       | Матчі | Клуби   |
| ------------ | -------------------------- | ----- | ------- |
| Перший раунд | 23 липня - 9 серпня 2020   | 13    | 47 → 34 |
| Другий раунд | 20-23 серпня 2020          | 12    | 34 → 22 |
| Третій раунд | 5-9 вересня 2020           | 6     | 22 → 16 |
| 1/8 фіналу   | 23 вересня - 1 жовтня 2020 | 8     | 16 → 8  |
| 1/4 фіналу   | 21 жовтня 2020             | 4     | 8 → 4   |
| 1/2 фіналу   | 28 жовтня 2020             | 2     | 4 → 2   |
| Фінал        | 8 листопада 2020           | 1     | 2 → 1   |

## 1/8 фіналу
| Команда 1                   | Рахунок | Команда 2         |
| --------------------------- | ------- | ----------------- |
| 23 вересня 2020             |         |                   |
| Динамо (Рига) (2)           | 1:5     | Валмієра          |
| Локомотив (Даугавпілс) (2)  | 0:4     | Вентспілс         |
| Гробиня (2)                 | 2:5 дч  | Спартакс (Юрмала) |
| Резекне ДЮСШ (2)            | 1:3     | Тукумс 2000       |
| 24 вересня 2020             |         |                   |
| Лієпая                      | 1:0     | Даугавпілс        |
| Каугурі/Бейтар (Юрмала) (4) | 0:9     | Єлгава            |
| 30 вересня 2020             |         |                   |
| Ауда (2)                    | 0:8     | РФШ               |
| 1 жовтня 2020               |         |                   |
| Рига                        | 4:0     | МЕТТА/ЛУ          |

## 1/4 фіналу
| Команда 1         | Рахунок      | Команда 2   |
| ----------------- | ------------ | ----------- |
| 21 жовтня 2020    |              |             |
| Єлгава            | 0:0 пен. 3:4 | Вентспілс   |
| Валмієра          | 1:0          | Тукумс 2000 |
| Спартакс (Юрмала) | 1:3          | Лієпая      |
| РФШ               | 3:2          | Рига        |

## 1/2 фіналу
| Команда 1      | Рахунок | Команда 2 |
| -------------- | ------- | --------- |
| 28 жовтня 2020 |         |           |
| Вентспілс      | 1:0     | РФШ       |
| Лієпая         | 2:0     | Валмієра  |

## Фінал
| Команда 1        | Рахунок | Команда 2 |
| ---------------- | ------- | --------- |
| 8 листопада 2020 |         |           |
| Лієпая           | 1:0 дч  | Вентспілс |